# Санде (Марку-де-Канавезеш)
Санде (порт. Sande) — район (фрегезия) в Португалии, входит в округ Порту. Является составной частью муниципалитета Марку-де-Канавезеш. По старому административному делению входил в провинцию Дору-Литорал. Входит в экономико-статистический субрегион Тамега, который входит в Северный регион. Население составляет 2018 человек на 2001 год. Занимает площадь 8,56 км².
Покровителем района считается Мартин Турский (порт. S. Martinho).